# Пілотований обліт Венери

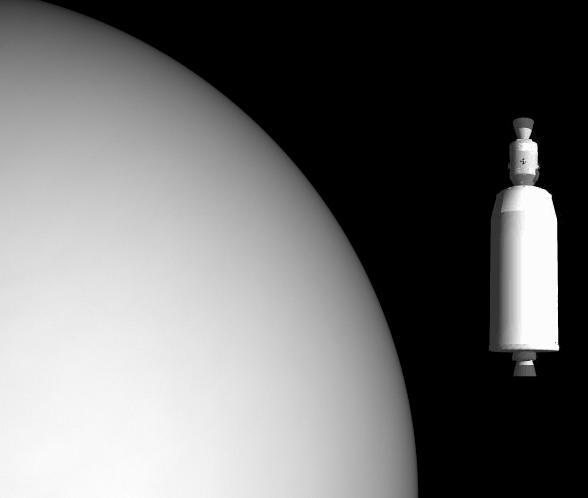
Корабель «Аполлон — Венера» під час зближення з Венерою (ілюстрація)

Пілотований обліт Венери розглядався НАСА в середині 1960-х років як один із варіантів розвитку місячної програми «Аполлон» (англ. Apollo Applications Program) з використанням обладнання, виготовленого, але не використаного в рамках основної програми. Запуск повинен був відбутися 31 жовтня 1973 року, обліт Венери — 3 березня 1974-го, повернення на Землю — 1 грудня 1974-го.

## Основи
В експедиції планувалося застосовувати ракету «Сатурн V» для запуску корабля з екіпажем із трьох осіб у політ навколо Сонця з обльотом Венери тривалістю близько року. Останній ступінь ракети S-IVB після незначної модифікації внутрішньої будови спочатку використовувався для виведення на орбіту і для старту з навколоземної орбіти на траєкторію польоту навколо Венери, а потім, після зливу залишків палива і заповнення баків повітрям, як великий житловий відсік — схема «wet workshop». Аналогічна схема закладалася під час проєктування орбітальної станції «Скайлаб», яка повинна була спочатку запускатися як верхній ступінь ракети носія «Сатурн-1Б» (але яка врешті полетіла «мертвим вантажем» у готовому вигляді на більш потужній «Сатурн V»). Двигун командно-службового модуля «Аполлона» використовувався для корекції траєкторії польоту до Венери і назад, а також для гальмування перед входом корабля в атмосферу Землі. Щоб звільнити місце у службовому відсіку для тунелю, що сполучає командний відсік з S-IVB, двигун SPS був замінений на два двигуни від місячного модуля. Вони давали таку саму тягу з коротшими соплами, а також дозволяли зробити політ безпечнішим завдяки дублюванню двигунів.
Для експериментального відпрацювання обльоту Венери планувався навколоземний орбітальний політ із відсіком на базі S-IVB та стикувальним вузлом, а також річний політ з S-IVB навколо Землі майже на геостаціонарній орбіті.
Незвичайною особливістю старту до Венери, на відміну від польоту до Місяця, було те, що переставлення з переворотом командно-службового модуля зі ступенем S-IVB проводилося до її другого увімкнення, і перевантаження виштовхували астронавтів з крісел, а не притискали до них. Це було необхідно, тому що було лише невелике «вікно» для скасування запуску і повернення командно-службового модуля на Землю в разі проблем з S-IVB, і всі системи корабля повинні були бути працездатними і перевірятися перед сходженням із навколоземної орбіти для старту до Венери.

## Наукові цілі
Завданнями польоту були вимірювання й оцінювання:
- Густини, температури та тиску атмосфери Венери залежно від широти, довготи й часу.
- Поверхні планети і її властивостей.
- Хімічного складу нижньої атмосфери й поверхні.
- Іоносферних даних, таких як радіовідбиття, електронна густина і властивості хмарних шарів.
- В оптичній астрономії[en] — ультрафіолетового та інфрачервоного випромінювання поза атмосферою Землі для вивчення просторового розподілу водню.
- У сонячній астрономії — вимірювання сонячного спектра в ультрафіолетовій, рентгенівській і, можливо, інфрачервоній ділянках, а також моніторинг подій на Сонці.
- У радіоастрономії і радіолокаційній астрономії — складання карти радіояскравості неба і дослідження сонячного, зоряного і планетарного радіовипромінювання; радіолокація поверхні Венери та Меркурія.
- У рентгенівській астрономії — виявлення та ідентифікація нових рентгенівських джерел у Галактиці й отримання додаткової інформації щодо раніше виявлених джерел.
- Міжпланетного середовища між Землею і Венерою, включно з корпускулярним випромінюванням, магнітними полями та метеороїдами.
- Даних про планету Меркурій, яка була б у близькому протистоянні з Венерою приблизно через два тижні після її обльоту.

## Політ
Фаза A передбачала запуск S-IVB та стандартного блоку II командно-службового модуля на орбіту ракетою «Сатурн V». Екіпаж перебував окремо в службовому модулі. За бажання він міг використовувати двигун S-IVB для виводу на високу орбіту перед його вентиляцією від залишків палива і проведення в паливних резервуарах S-IVB експериментів протягом декількох тижнів. Після оцінки використання S-IVB як довгострокового жилого відсіку для астронавтів, екіпаж у командно-службовому модулі відокремлювався від S-IVB і повертався на Землю.
Фаза B включала випробування космічного корабля для обльоту Венери в тривалому польоті на високій навколоземній орбіті. «Сатурн V» запускав блок III командно-службового модуля, обладнаний для тривалого космічного польоту, і модифіковану S-IVB з модулем життєзабезпечення, необхідним для реального обльоту Венери, і після перестикування відсіків двигун S-IVB виводив апарат на колову орбіту навколо Землі висотою близько 40 233 км. Ця орбіта досить далека від радіаційних поясів Землі, що імітує умови польоту на Венеру, але досить близька до Землі, щоб в екстреній ситуації астронавти могли протягом кількох годин повернутися на Землю.
Електропостачання здійснювалося б сонячними батареями, як на «Скайлаб», оскільки паливні елементи, що застосовувалися в місячних польотах, витратили б за рік занадто багато палива.

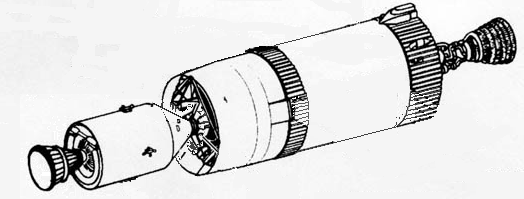
Корабель «Аполлон — Венера». Зліва — командно-службовий модуль, праворуч — S-IVB (ілюстрація; заміну двигуна не показано)

### Фаза C
Фаза C стала б реалізацією пілотованого польоту до Венери, з використанням блоку IV командно-службового модуля та оновленого варіанту S-IVB, який ніс велику радіоантену для зв'язку з Землею і два або більше невеликі зонди, які були б відокремлені незадовго перед обльотом для входження в атмосферу Венери. Блок IV мав пару коротких двигунів місячного модуля замість штатного двигуна командно-службового модуля, сонячні батареї замість паливних елементів та інші модифікації для підтримки тривалого зв'язку з Землею і гасіння вищої швидкості входу в атмосферу Землі порівняно з поверненням з місячної експедиції.
Виконання фази C планувалося почати в кінці жовтня або початку листопада 1973 року, коли швидкість, необхідна для досягнення Венери, і тривалість польоту були б найменшими. Після короткочасного перебування на орбіті Землі для перевірки систем корабель вирушав до Венери. У разі виникнення великих проблем під час старту з навколоземної орбіти екіпаж мав близько години для відокремлення командно-службового модуля від S-IVB та використання його двигунів для гальмування. Це переводило корабель з траєкторії польоту до Венери на високу еліптичну орбіту, звідки він повернувся б на Землю через два-три дні.
У разі безвідмовної роботи S-IVB космічний корабель пройшов би приблизно за 4800 км від поверхні Венери через чотири місяці після старту. Проліт відбувався б з такою великою швидкістю, що екіпаж мав би лише кілька годин для детального вивчення планети. У цей час один або кілька автоматичних зондів мали відокремитися від корабля і здійснити посадку на Венері.
Решту часу експедиції екіпаж виконував би астрономічні спостереження Сонця, неба і Меркурія, до якого корабель підійшов би на відстань 0,3 а. о.